# IC 591
IC 591 је спирална галаксија у сазвјежђу Лав која се налази на листи објеката дубоког неба у Индекс каталогу.
Деклинација објекта је + 12° 16' 27" а ректасцензија 10h 7m 27,6s. Привидна величина (магнитуда) објекта IC 591 износи 13,2 а фотографска магнитуда 14,1. Налази се на удаљености од 40,5 милиона парсека од Сунца. IC 591 је још познат и под ознакама UGC 5458, MCG 2-26-25, CGCG 64-69, ARAK 231, Todd 22, PGC 29435.